# Constantin Vasiliu
Constantin Vasiliu (Focșani, 16 maggio 1882 – Jilava, 1º giugno 1946) è stato un militare e politico romeno, generale e comandante della gendarmeria romena (dal 1940 al 23 agosto 1944) e sottosegretario di Stato al Ministero dell'Interno (dal 3 gennaio 1942 al 23 agosto 1944).
Fu processato, degradato e condannato dal Tribunale del popolo 4 volte a morte e 4 volte a 20 anni di detenzione per crimini di guerra. Fu condannato a morte tramite fucilazione, sentenza poi eseguita nel penitenziario di Jilava il 1º giugno 1946.

## Biografia
Constantin ("Piki") Zamfir Vasiliu nacque a Focșani il 16 maggio 1882, figlio del generale Zamfir Vasiliu, un eroe della Guerra d'Indipendenza.
Tra il 1901-1903 frequentò la Scuola di Fanteria e Ufficiali di Cavalleria a Bucarest, poi la Scuola Speciale di Cavalleria a Tîrgoviște (1904-1906), dove fece amicizia con Ion Antonescu.
Tra il settembre 1938 e il settembre 1940 fu sindaco di Craiova. Nel 1939 Vasiliu prese possesso del 30% delle azioni del complesso "Industria Textilă Lugoj".
Il 3 gennaio 1942 fu nominato Sottosegretario di Stato presso il Ministero degli Affari Interni nel III° governo di Ion Antonescu, continuando a ricoprire il comando dell'Ispettorato Generale della Gendarmeria.

### Seconda guerra mondiale

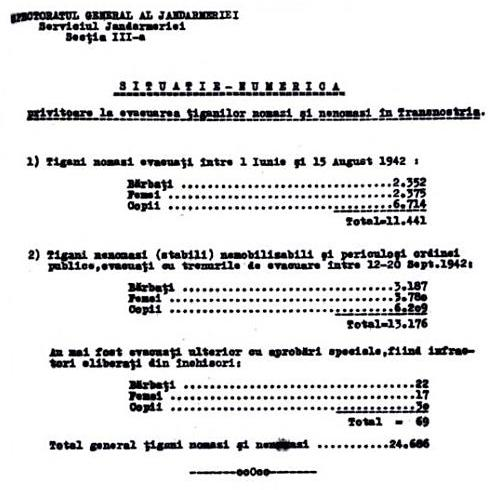
Ispettorato della Gendarmeria: "Situazione numerica relativa all'evacuazione degli zingari nomadi e non nomadi in Transnistria" (tra il 1º giugno e il 15 agosto 1942).

Come esecutore della politica di pulizia etnica del governo Antonescu, Constantin Vasiliu è stato direttamente coinvolto nella deportazione e nel massacro di ebrei e rom. Per volere di Ion Antonescu, che prevedeva l'indubbio crollo della Germania nazista, il 14 ottobre 1942 Vasiliu ordinò a tutti gli ispettorati e le legioni di gendarmi di cessare le evacuazioni in Transnistria, il 31 dicembre ordinò ai gendarmi di nascondere il transito di un treno speciale verso la Palestina con 500 bambini ebrei, profughi provenienti da Budapest.
Nel 1945 Vasiliu fece parte del gruppo di ex leader del governo Antonescu che furono arrestati dall'Armata Rossa e portati a Mosca per essere indagati. Detenuto in URSS, Vasiliu scoprì il tentativo di suicidio del maresciallo Antonescu e lo salvò dalla morte.

## Processo ed esecuzione
Riportato in Romania, Vasiliu fu processato dal Tribunale del popolo di Bucarest per crimini di guerra e altre accuse. In sua difesa, Vasiliu dichiarò, tra l'altro, di avere amici ebrei e che spesso li difese.
Il 18 settembre 1942, il generale Vasiliu chiese alla Presidenza del Consiglio dei ministri "di distinguere tra le famiglie di zingari in lotta al fronte e la grande massa degli altri", proponendo di offrire loro una terra, una casa, e l'opportunità di lavorare in Transnistria. Con Circolare Segreta n. 42383 del 25 settembre 1942, Vasiliu indicò quali categorie di zingari dovevano essere evacuate in Transnistria. Nel Consiglio dei ministri del 16 novembre 1943, il maresciallo Antonescu rimproverò al generale Vasiliu di proteggere gli zingari. Il 31 gennaio 1944, il servizio di intelligence speciale rumeno riferì al governo l'indignazione dei funzionari tedeschi a seguito di un rapporto delle SS presentato a von Killinger.
Il generale Vasiliu fu quindi trasferito d'ufficio, insieme al maresciallo Antonescu e ad altri comandanti militari di alto rango del regime di Antonescu, che furono accusati "per la loro attività nelle funzioni o comandi di aver sostenuto la direzione politico-militare del maresciallo Ioan Antonescu, contribuendo così al disastro dell'esercito”, con decreto n. 312 del 6 febbraio 1945.
Il colonnello E. Ionescu, uno dei collaboratori dell'atto del 23 agosto, dichiarò del generale Vasiliu di essere "il nemico più pericoloso". Durante il processo, il generale Vasiliu ha beneficiato della testimonianza a favore di W. Filderman.
Il generale Vasiliu fu condannato dal Tribunale del popolo 4 volte a morte per crimini di guerra, oltre che per altre accuse, e 4 volte a 20 anni di detenzione. Fu fucilato nel penitenziario di Jilava il 1 giugno 1946 alle ore 18:15.